# Мэннинг, Рон
Ро́нальд «Рон» Мэ́ннинг (англ. Ronald "Ron" Manning; 1937 — 2012) — канадский кёрлингист.
В составе мужской сборной Канады бронзовый призёр чемпионата мира 1967. Чемпион Канады среди мужчин (1967).
Играл на позиции второго.

## Достижения
- Чемпионат мира по кёрлингу среди мужчин: бронза (1967).
- Чемпионат Канады по кёрлингу среди мужчин: золото (1967).

## Команды
| Сезон   | Четвёртый    | Третий    | Второй      | Первый    | Турниры           |
| ------- | ------------ | --------- | ----------- | --------- | ----------------- |
| 1966—67 | Альф Филлипс | Джон Росс | Рон Мэннинг | Кит Райли | ЧК 1967 · ЧМ 1967 |

(скипы выделены полужирным шрифтом)